# Чемпионат Европы по волейболу среди женских молодёжных команд 1994
14-й женский молодёжный чемпионат Европы по волейболу (финальный турнир) проходил со 2 по 10 сентября 1994 года в двух городах Венгрии (Дебрецене и Мишкольце) с участием 12 сборных команд, составленных из игроков не старше 19 лет. Чемпионский титул выиграла молодёжная сборная России.

## Команды-участницы
Венгрия — команда страны-организатора;
Россия, Чехия, Италия — по итогам молодёжного чемпионата Европы 1992;
Германия, Греция, Нидерланды, Польша, Турция, Украина, Франция, Хорватия — по результатам квалификации.

## Квалификация
Квалификация (отборочный турнир) чемпионата прошла в мае 1994 года. Были разыграны 8 путёвок в финальный турнир европейского первенства. От квалификации освобождены Венгрия (команда страны-организатора), Россия, Чехия, Италия (по итогам предыдущего чемпионата Европы). 
По результатам отборочного турнира путёвки в финальную стадию чемпионата выиграли Германия, Греция, Нидерланды, Польша, Турция, Украина, Франция, Хорватия.

## Система розыгрыша
Соревнования состояли из предварительного этапа и плей-офф. На предварительной стадии 12 команд-участниц были разбиты на 2 группы, в которых играли в один круг. По две лучшие команды из групп вышли в полуфинал плей-офф и далее определили призёров чемпионата. По такой же системе итоговые 5—8-е и 9—12-е места разыграли команды, занявшие в группах соответственно 3—4-е и 5—6-е места

## Предварительный этап
|  | Прошедшие в плей-офф за 1—4 места |
|  | Прошедшие в плей-офф за 5—8 места |

### Группа А
Мишкольц
| М | Команда    | 1   | 2   | 3   | 4   | 5   | 6   | И | В | П | С/П  | О |
| - | ---------- | --- | --- | --- | --- | --- | --- | - | - | - | ---- | - |
| 1 | Италия     |     | 2:3 | 3:2 | 3:1 | 3:0 | 3:0 | 5 | 4 | 1 | 14:6 | 9 |
| 2 | Нидерланды | 3:2 |     | 1:3 | 3:1 | 3:0 | 3:0 | 5 | 4 | 1 | 13:6 | 9 |
| 3 | Чехия      | 2:3 | 3:1 |     | 3:2 | 3:2 | 3:0 | 5 | 4 | 1 | 14:8 | 9 |
| 4 | Украина    | 1:3 | 1:3 | 2:3 |     | 2:3 | 3:1 | 5 | 1 | 4 | 9:13 | 6 |
| 5 | Греция     | 0:3 | 0:3 | 2:3 | 3:2 |     | 0:3 | 5 | 1 | 4 | 5:14 | 6 |
| 6 | Франция    | 0:3 | 0:3 | 0:3 | 1:3 | 3:0 |     | 5 | 1 | 4 | 4:12 | 6 |

2 сентября
Италия — Чехия 3:2 (15:4, 12:15, 15:9, 13:15, 15:10); Греция — Украина 3:2 (15:17, 15:6, 11:15, 15:13, 15:12); Нидерланды — Франция 3:0 (16:14, 15:13, 15:6).
3 сентября
Италия — Украина 3:1 (9:15, 15:5, 15:7, 15:8); Нидерланды — Греция 3:0 (16:14, 15:4, 15:4); Чехия — Франция 3:0 (15:6, 15:8, 15:4).
4 сентября
Италия — Греция 3:0 (15:13, 16:14, 15:5); Чехия — Нидерланды 3:1 (15:10, 15:4, 7:15, 15:7); Украина — Франция 3:1 (15:2, 15:7, 13:15, 15:4).
6 сентября
Чехия — Греция 3:2 (12:15, 15:9, 13:15, 15:6, 15:12); Италия — Франция 3:0 (15:4, 15:9, 15:10); Нидерланды — Украина 3:1 (15:9, 15:9, 14:16, 15:10).
7 сентября
Франция — Греция 3:0 (15:13, 16:14, 15:11); Чехия — Украина 3:2 (15:17, 10:15, 15:8, 15:10, 17:15); Нидерланды — Италия 3:2 (10:15, 14:16, 16:14, 15:11, 15:12).

### Группа В
Дебрецен
| М | Команда  | 1   | 2   | 3   | 4   | 5   | 6   | И | В | П | С/П  | О  |
| - | -------- | --- | --- | --- | --- | --- | --- | - | - | - | ---- | -- |
| 1 | Россия   |     | 3:0 | 3:0 | 3:0 | 3:0 | 3:0 | 5 | 5 | 0 | 15:0 | 10 |
| 2 | Германия | 0:3 |     | 3:1 | 3:2 | 3:0 | 3:0 | 5 | 4 | 1 | 12:6 | 9  |
| 3 | Польша   | 0:3 | 1:3 |     | 3:0 | 3:0 | 3:0 | 5 | 3 | 2 | 10:6 | 8  |
| 4 | Хорватия | 0:3 | 2:3 | 0:3 |     | 3:0 | 3:2 | 5 | 2 | 3 | 8:11 | 7  |
| 5 | Венгрия  | 0:3 | 0:3 | 0:3 | 0:3 |     | 3:1 | 5 | 1 | 4 | 3:13 | 6  |
| 6 | Турция   | 0:3 | 0:3 | 0:3 | 2:3 | 1:3 |     | 5 | 0 | 5 | 3:15 | 5  |

2 сентября
Польша — Хорватия 3:0 (15:13, 15:2, 16:14); Германия — Турция 3:0 (15:12, 15:4, 15:8); Россия — Венгрия 3:0 (15:5, 15:5, 15:3).
3 сентября
Хорватия — Турция 3:2 (15:9, 11:15, 12:15, 15:11, 15:5); Германия — Венгрия 3:0 (15:9, 15:5, 15:13); Россия — Польша 3:0 (15:13, 15:8, 15:5).
4 сентября
Германия — Хорватия 3:2 (14:16, 15:8, 5:15, 15:7, 15:10); Польша — Венгрия 3:0 (15:9, 15:10, 15:11); Россия — Турция 3:0 (15:5, 15:5, 15:3).
6 сентября
Германия — Польша 3:1 (15:4, 15:13, 12:15, 15:13); Россия — Хорватия 3:0 (15:7, 15:8, 15:10); Венгрия — Турция 3:1 (12:15, 15:3, 15:9, 15:12).
7 сентября
Россия — Германия 3:0 (15:8, 15:9, 15:6); Польша — Турция 3:0 (15:13, 15:10, 15:12); Хорватия — Венгрия 3:0 (15:8, 15:6, 15:13).

## Плей-офф
Дебрецен

### Полуфинал за 9—12-е места
9 сентября
Венгрия — Франция 3:1 (5:15, 15:9, 15:1, 15:8).
Турция — Греция 3:1 (17:16, 15:13, 8:15, 15:11).

### Полуфинал за 5—8-е места
9 сентября
Хорватия — Чехия 3:1 (15:13, 15:5, 13:15, 15:5).
Украина — Польша 3:2 (15:17, 15:13, 15:7, 5:15, 15:11).

### Полуфинал за 1—4-е места
9 сентября
Россия — Нидерланды 3:1 (15:9, 15:7, 13:15, 15:5).
Италия — Германия 3:0 (15:4, 15:9, 15:5).

### Матч за 11-е место
10 сентября
Франция — Греция 3:0 (15:7, 15:1, 15:12).

### Матч за 9-е место
10 сентября
Венгрия — Турция 3:2 (10:15, 1:15, 15:8, 15:13, 15:9).

### Матч за 7-е место
10 сентября
Польша — Чехия 3:0 (15:12, 15:11, 15:4).

### Матч за 5-е место
10 сентября
Хорватия — Украина 3:1 (15:5, 15:7, 7:15, 15:10).

### Матч за 3-е место
10 сентября
Германия — Нидерланды 3:0 (15:1, 15:7, 15:6).

### Финал
10 сентября
Россия — Италия 3:1 (13:15, 15:8, 15:10, 15:8).

## Итоги

### Положение команд
| Место | Команда    |
| ----- | ---------- |
| 1     | Россия     |
| 2     | Италия     |
| 3     | Германия   |
| 4     | Нидерланды |
| 5     | Хорватия   |
| 6     | Украина    |
| 7     | Польша     |
| 8     | Чехия      |
| 9     | Венгрия    |
| 10    | Турция     |
| 11    | Франция    |
| 12    | Греция     |

### Призёры
Россия: Татьяна Буцкая, Елена Година, Ирина Донец, Анна Паженина, Наталья Сафронова, Юлия Свистина, Любовь Соколова, Александра Сорокина, Юлия Суханова, Наталья Шигина, Наталья Юрасова, Лариса Яровенко. Главный тренер — Валерий Юрьев.
  Италия: Кьяра Наваррини, Федерика Лизи, Барбара Де Лука, Элизабета Джильоли, Франческа Пиччинини, Мануэла Секоло, Симона Риньери, Элена Буссо, Мануэла Леджери, Моника Марулли, Паола Паджи, Симона Джоли. Главный тренер — Марко Аурелио Мотта. 
  Германия: Аня Краузе, Клаудиа Мюрле, Юдит Зиберт, Ангелина Грюн, Грит Леман, Ханка Пахале, Ина Мезер, Оксана Роппель, Пегги Кюттнер, Ивонн Зимара, Сандра Ландфойгт, Верена Вех. 

### Индивидуальные призы
- MVP:  Наталья Шигина
- Лучшая нападающая:  Ингрид Виссер
- Лучшая блокирующая:  Мануэла Леджери
- Лучшая связующая:  Риетте Фледдерус
- Лучшая на подаче:  Эллес Леферинк
- Лучшая на приёме:  Наташа Осмокрович